# Virsoda
Virsoda fou un estat tributari protegit de l'agència de Mahi Kantha a la presidència de Bombai. Estava format per 1 sol poble, amb 718 habitants el 1901. Els seus ingressos s'estimaven en 1.326 rupies el 1900, pagant un tribut de 447 rupies al Gaikwar de Baroda i 120 al sobirà de Patan (Gujarat).